# Siekierzyńce (Ukraina)
Siekierzyńce (ukr. Сокиринці, Sokyrynci) – wieś na Ukrainie, w  rejonie czortkowskim obwodu tarnopolskiego, w hromadzie Husiatyn.
Pierwsza wzmianka o miejscowości pochodzi z 1493 roku.
W II Rzeczypospolitej stacjonowały tu jednostki graniczne Wojska Polskiego: w lutym 1922 w Siekierzyńcach wystawiła placówkę 4 kompania 23 batalionu celnego, a po 1924 strażnica KOP „Siekierzyńce Płd.” i strażnica KOP „Siekierzyńce Płn.” W 1934 strażnice połączono i powstała strażnica KOP „Siekierzyńce”. Gmina Siekierzyńce posiadała na południu długą i wąską odnogę.
We wsi znajduje się cerkiew Wprowadzenia do Świątyni Przenajświętszej Bogurodzicy odbudowania na początku lat 90. XX wieku.